# Marennes, Rhône
Marennes este o comună în departamentul Rhône din sud-estul Franței. În 2009 avea o populație de 1.616 de locuitori.

## Evoluția populației
| An        | 1975 | 1982  | 1990  | 1999  | 2006  | 2009  |
| --------- | ---- | ----- | ----- | ----- | ----- | ----- |
| Populație | 804  | 1.069 | 1.205 | 1.483 | 1.615 | 1.616 |